# Félix Gandéra
Félix Gandéra (17 de febrero de 1885 -  15 de diciembre de 1957) fue un actor, autor teatral, director, guionista y productor de nacionalidad francesa.
Conocido también por el nombre de Jacques Vitry, nació en París y falleció en la localidad francesa de Bougival.

## Filmografía
Actor
- 1911 : Un mauvais garnement
- 1911 : La Coupable
- 1911 : Les Bottes de Kouba
- 1912 : La Moche
- 1913 : Jeanne la maudite
- 1915 : Le Voleur
- 1916 : Coeur de Gavroche
- 1916 : La Joueuse d'orgue

Director
- 1933 : D'amour et d'eau fraîche
- 1934 : Le Secret d'une nuit
- 1935 : Les Mystères de Paris
- 1936 : Les Grands
- 1937 : Tamara la complaisante
- 1937 : Double crime sur la ligne Maginot
- 1938 : Le Paradis de Satan
- 1943 : Finance noire (bajo el nombre de Jacques Vitry)

Productor
- 1934 : Le Secret d'une nuit
- 1937 : Les Mystères de Paris
- 1937 : Double crime sur la ligne Maginot

Guionista
- 1933 : D'amour et d'eau fraîche
- 1933 : Le Coucher de la mariée
- 1934 : Le Secret d'une nuit
- 1934 : Fasters millioner
- 1935 : Les Mystères de Paris
- 1937 : Tamara la complaisante
- 1937 : Double crime sur la ligne Maginot
- 1938 : Le Paradis de Satan
- 1943 : Arlette et l'amour
- 1943 : Finance noire
- 1943 : L'Amour, Madame
- 1952 : Les Deux Monsieur de Madame
- 1956 : Le Chanteur de Mexico

## Teatro
Autor
- 1917 : La Folle Nuit, de André Mouëzy-Éon y Félix Gandéra, Teatro Édouard VII
- 1917 : La Petite Bonne d'Abraham, de André Mouëzy-Éon y Félix Gandéra, música de Marcel Pollet, Teatro Édouard VII
- 1918 : La Dame de chambre, Théâtre de l'Athénée
- 1918 : Le Couché de la mariée, Théâtre de l'Athénée
- 1920 : Mais les hommes n’en sauront rien, Teatro des Capucines
- 1921 : Les Deux Monsieur de Madame, Teatro des Mathurins
- 1922 : Atout... Cœur !, Théâtre de l'Athénée
- 1932 : Nicole et sa vertu
- 1932 : Quick
- 1933 : Les Deux 'Monsieur' de Madame
- 1946 : Le Couché de la mariée, Teatro des Bouffes du Nord
- 1955 : La Folle Nuit, de André Mouëzy-Éon y Félix Gandéra, escenografía de Alfred Pasquali, Teatro des Célestins

Actor
- 1905 : Scarron, de Catulle Mendès, escenografía de Jean Coquelin y Henry Hertz, música de Reynaldo Hahn, Théâtre de la Gaîté
- 1909 : Les Deux Visages, de Fernand Nozière, Teatro Michel
- 1912 : Le Détour, de Henri Bernstein, Théâtre du Gymnase Marie-Bell
- 1913 : Les Requins, de Dario Niccodemi, Théâtre du Gymnase Marie-Bell